# Блумен, Норберт ван
Hopберт ван Блумен (нидерл. Norbert van Bloemen; 10 февраля 1670, Антверпен —1746, Амстердам) — фламандский живописец. Работал в Италии. Известен также под прозванием «Кефал». Брат художников Питера и Яна Франса ван Блуменов.

## Биография
Hopберт ван Блумен родился 10 февраля 1670 года в городе Антверпене. Получил известность в Риме своими пейзажами и жанровыми сценами, напоминающими бытовые сценки картин художников «бамбоччанти». Он также писал портреты и картины исторического жанра.
Первые уроки живописи брал у своего старшего брата Питера ван Блумена — будущего декана Академии Святого Луки в Риме. Норберт уехал в Италию, в Рим вслед за своими братьями. В 1688 году Питер и Ян Франс отправились в Рим и были зарегистрированы в приходе Сант-Андреа-делле-Фратте. В 1690 году Норберт присоединился к братьям в Риме. Неизвестно, жил ли он со своими братьями в Сант-Андреа-делле-Фратте.
В «Вечном городе» Норберт занимался преимущественно бытовой и портретной живописью и стал членом объединения художников «Перелётные птицы» (нидерл. Bentvueghels), ассоциации в основном голландских и фламандских живописцев, работающих в Риме. В обществе было принято давать каждому художнику так называемое «перелётное имя» (bent name). Питер получил новое имя «Кефал» или «Цефалос» (итал. Cephalus). Причина, по которой он был назван древнегреческим именем остаётся неясной.
Художественная карьера Норберта в Италии оказалась не столь удачной, как у его братьев, поэтому, в 1724 году он покинул итальянскую столицу и вернулся в родной город. Однако и в Антверпене работа художника не задалась и он переехал в Амстердам (Северные Нидерланды), где писал картины на исторические сюжеты и портреты. Он оставался там до конца своей жизни. Hopберт ван Блумен скончался в 1746 году в городе Амстердаме.
Норберт ван Блумен был одним из учителей Корнелиса Плооса ван Амстела в Амстердаме.

## Творчество
Норберт ван Блумен писал в основном бытовые сцены и итальянизированные пейзажи, в стилевом отношении они близки картинам его старшего брата Питера, который также был его учителем. Время от времени Норберт писал картины на исторические и библейские сюжеты, в том числе для подпольных католических церквей в Голландии, а также портреты, такие как портрет Яна Питерса Зомера, торговца картинами в Амстердаме (Рейксмюсеум, Амстердам).
При жизни художника его произведения ценились невысоко, но теперь они находятся в престижных международных коллекциях. В санкт-петербургском Эрмитаже хранятся три картины Норберта ван Блумена.

## Галерея

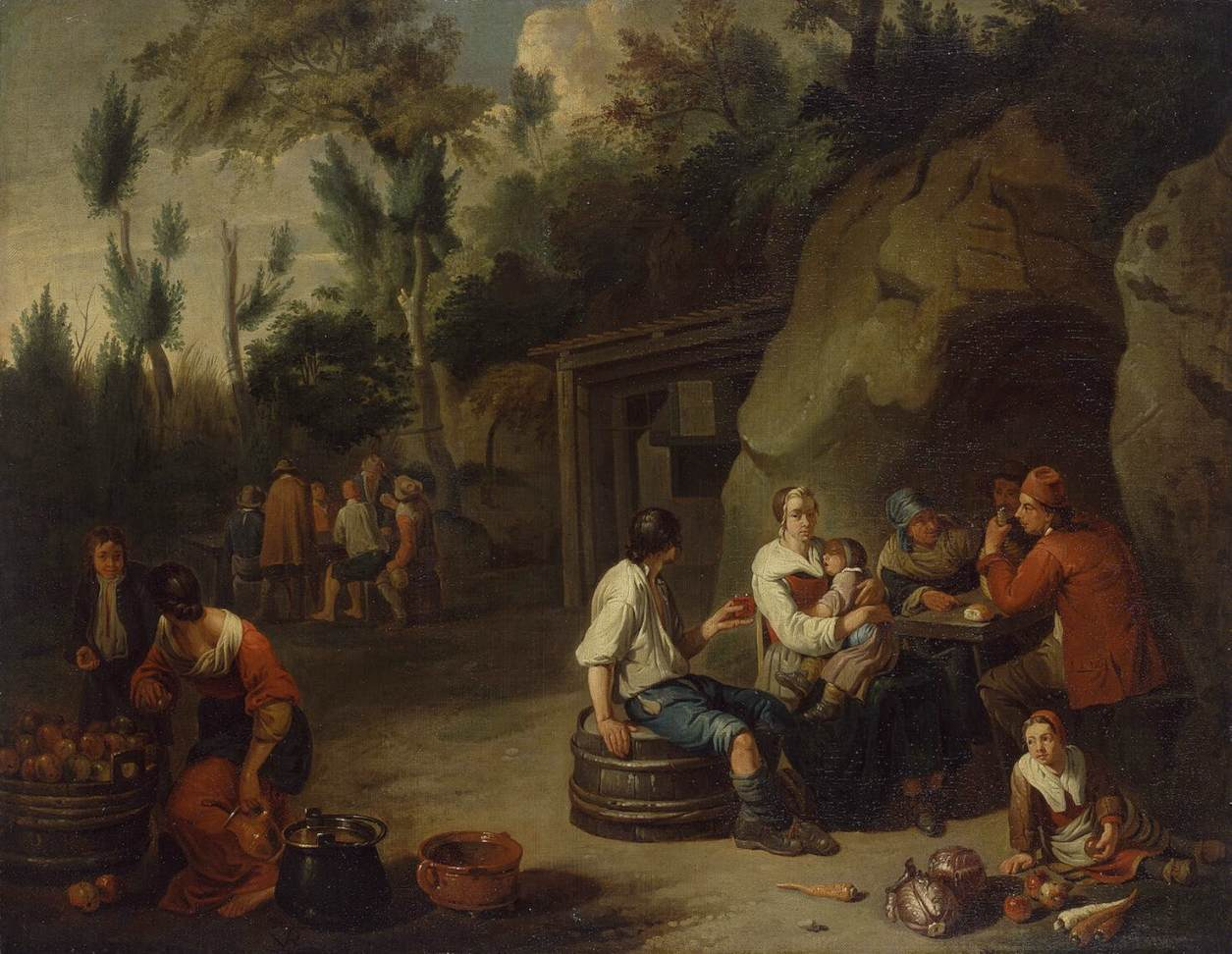
Крестьянская семья за столом. 1700-е гг. Холст, масло. Государственный Эрмитаж, Санкт-Петербург
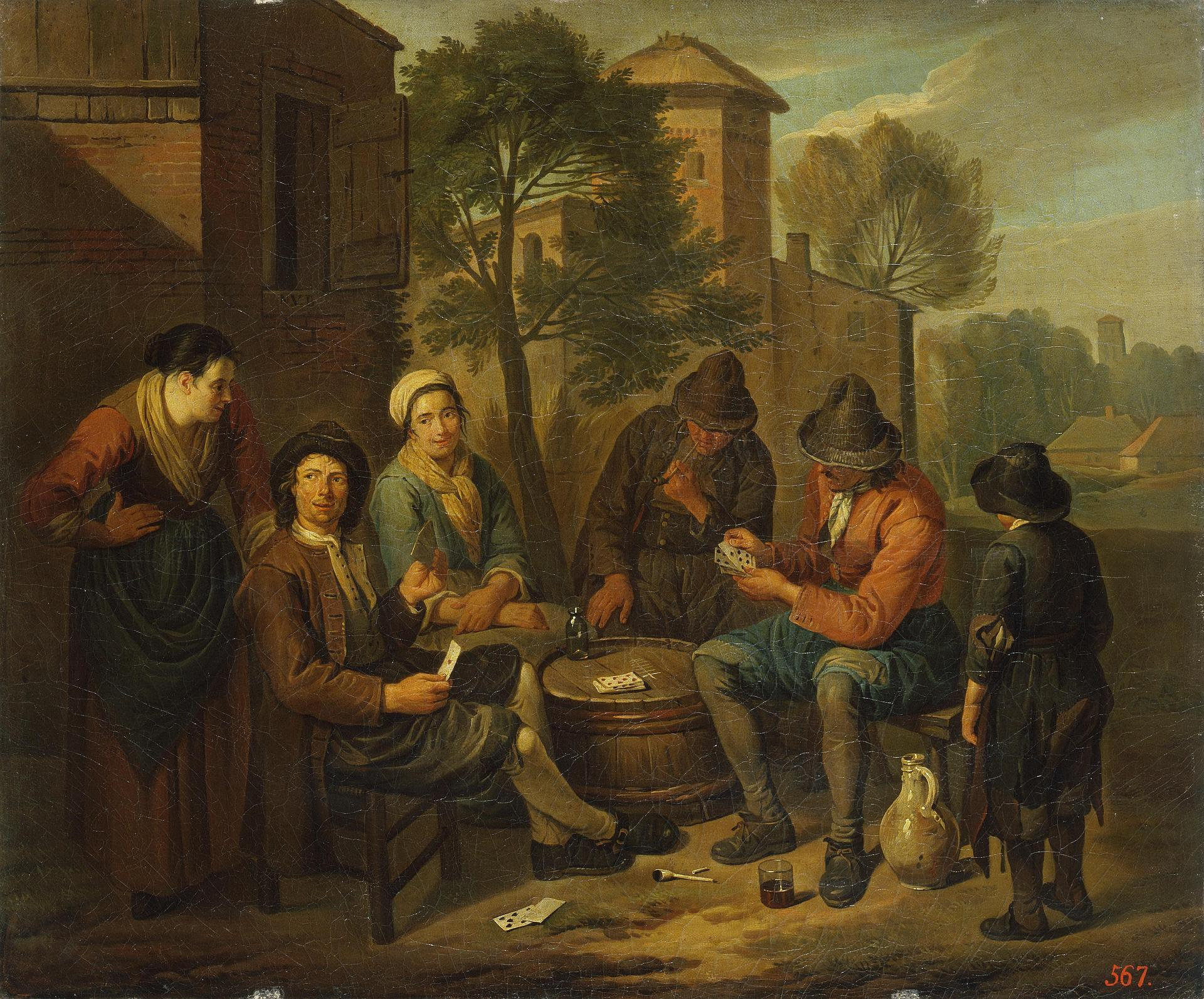
Крестьяне, играющие в карты. 1700-е гг. Холст, масло. Государственный Эрмитаж, Санкт-Петербург
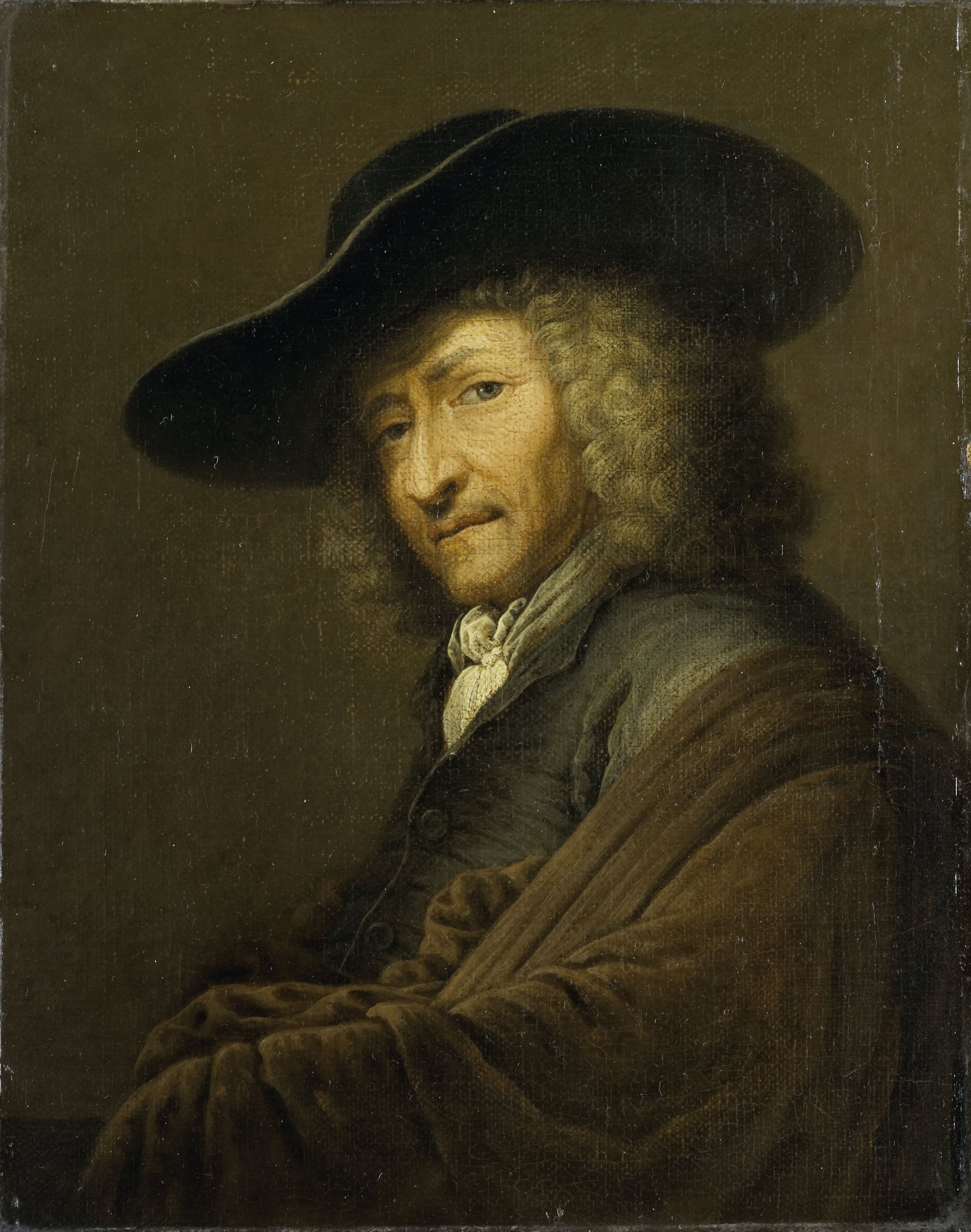
Портрет Яна Питерса Зомера, торговца картинами в Амстердаме. Между 1700 и 1724 гг. Дерево, масло. Рейксмюсеум, Амстердам
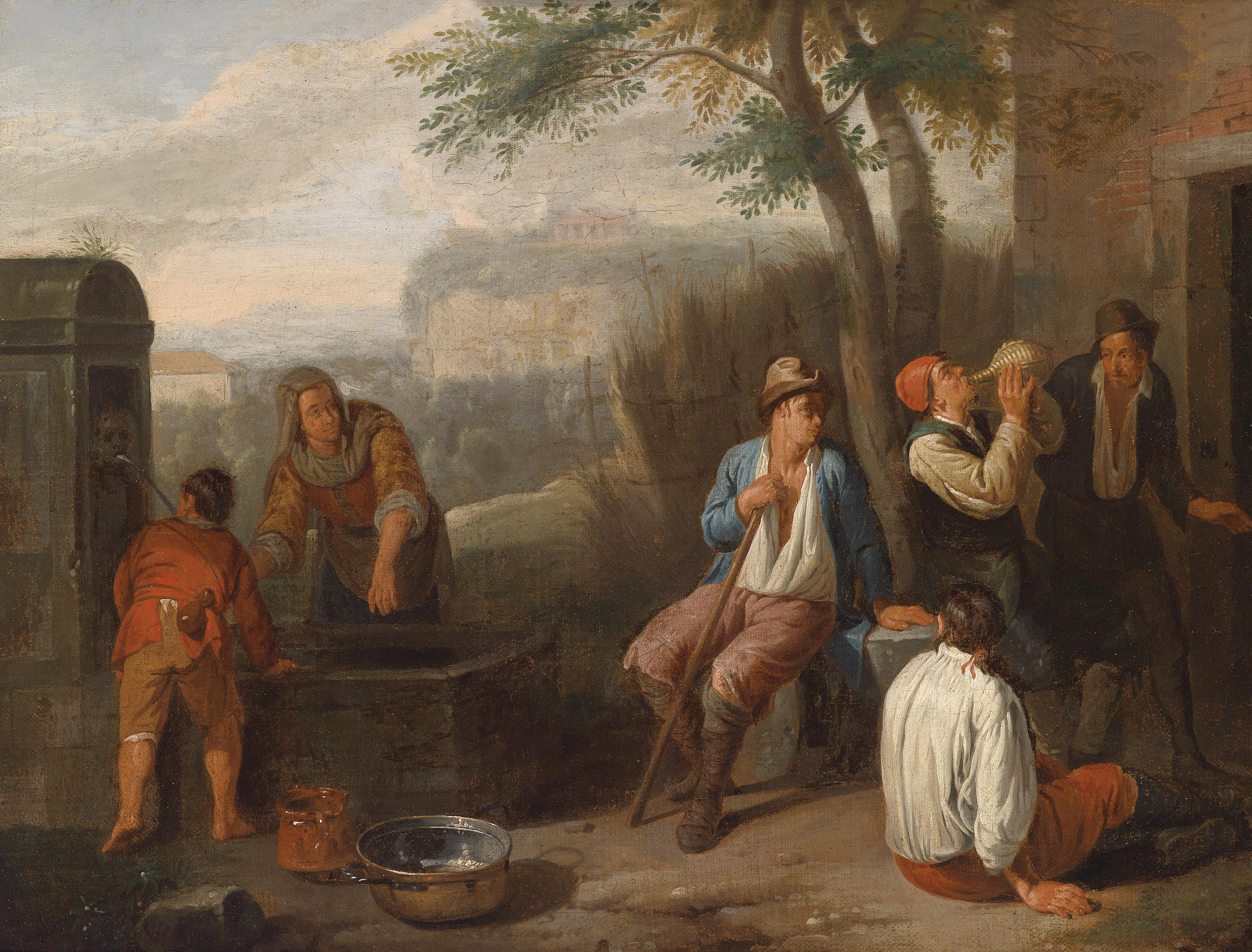
Деревенские жители у фонтана. Ок. 1746. Холст, масло. Частное собрание
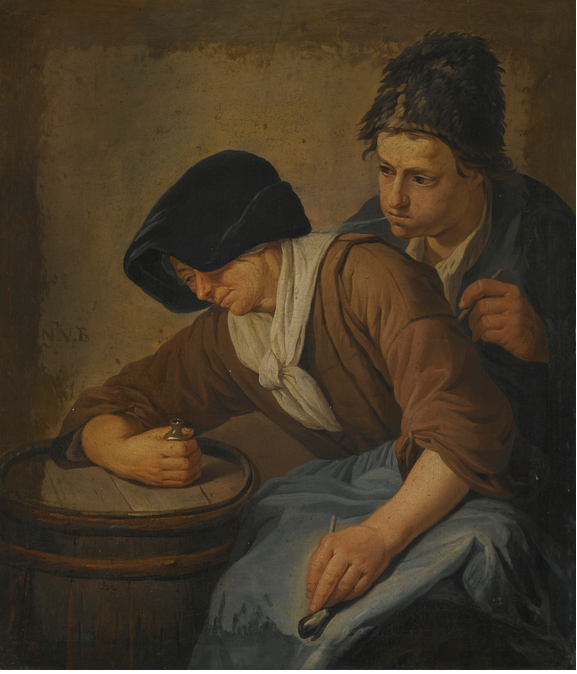
Интерьер с мужчиной и курящей женщиной. Между 1690 и 1746 гг. Частное собрание
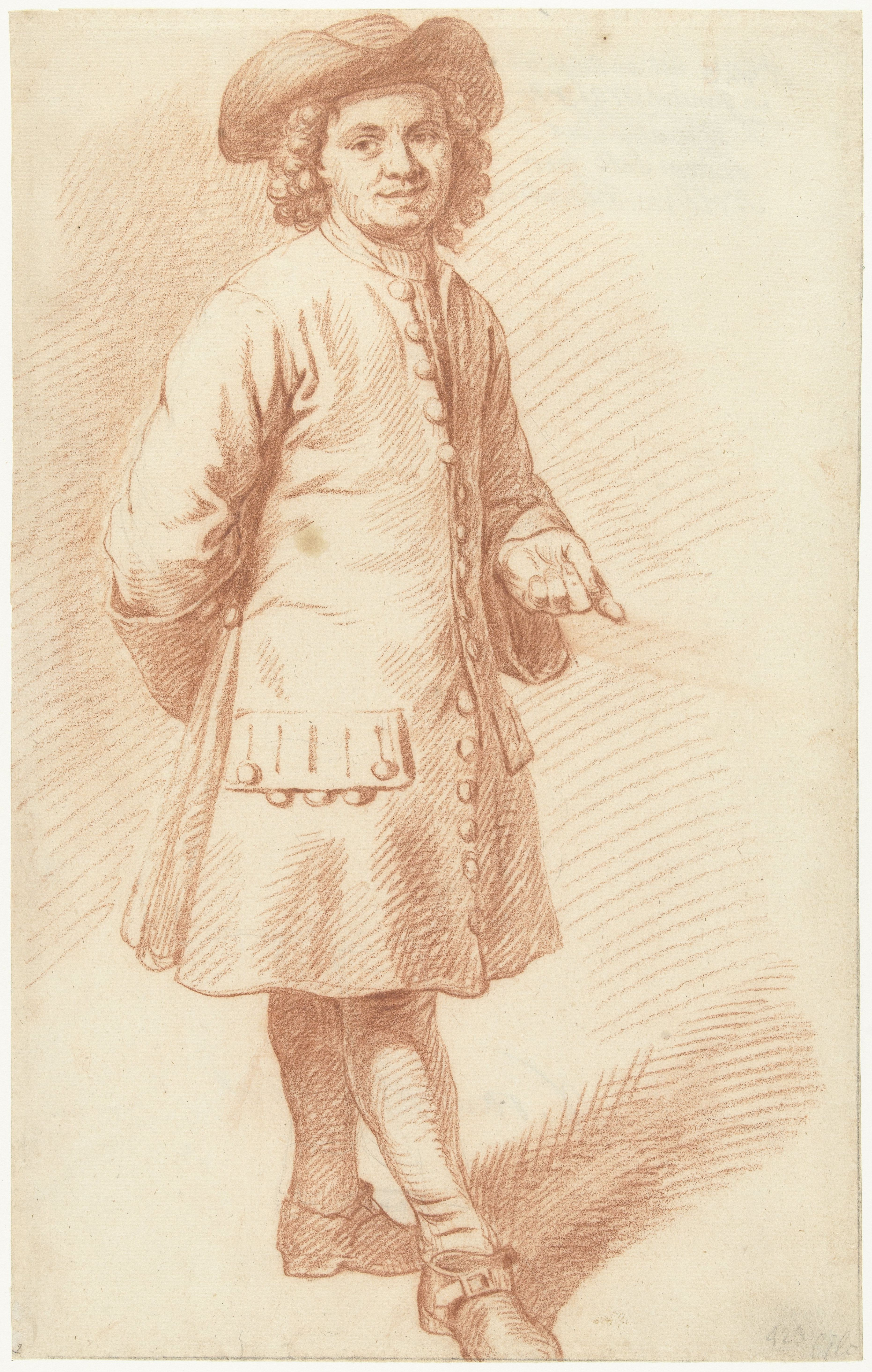
Портрет художника Адама Сило. Между 1694 и 1734 гг. Бумага, сангина. Рейксмюсеум, Амстердам